# Conus magnus
Conus magnus é uma espécie de gastrópode do gênero Conus, pertencente a família Conidae.